# Maatia Toafa
Maatia Toafa, né en 1954[réf. nécessaire], est un homme politique tuvaluan, Premier ministre et ministre des Affaires étrangères du 27 août 2004 au 14 août 2006, puis Premier ministre à nouveau du 29 septembre 2010 au 21 décembre 2010.

## Biographie
Lorsque le Premier ministre Saufatu Sopoanga démissionne le 27 août 2004 à la suite d'une motion de censure du Parlement, Toafa, alors vice-Premier ministre, prend, par intérim, le poste de Premier ministre des Tuvalu, chargé de gérer les affaires courantes. Le 11 octobre 2004, de retour pour une nouvelle session, le Parlement accorde sa confiance à Toafa qui devient ainsi Premier ministre de plein droit. Comme presque tous ses prédécesseurs, Toafa est aussi ministre des Affaires étrangères. 
Lors de la campagne électorale pour les législatives du 3 août 2006, Toafa met en avant les avantages d’une certaine forme de « continuité » du pouvoir, alors que les précédents gouvernements ont souvent été éphémères et renversés pour la plupart. Toafa est réélu dans sa circonscription face à Annie Homasi, mais il perd le poste de Premier ministre au profit d'Apisai Ielemia, investi par le Fale i Fono le 14 août 2006.
De 2006 à 2010, il exerce les fonctions de chef de l'opposition.
Lors des élections législatives de septembre 2010, il est réélu député dans sa circonscription de Nanumea, et brigue à nouveau le poste de Premier ministre. Apisai Ielemia ne brigue pas sa propre réélection, et c'est donc Kausea Natano, député de la capitale Funafuti, qui est son adversaire. Le vote se tient à bulletins secrets, et Toafa est élu par les députés, avec huit voix contre sept. Il forme alors un gouvernement composé de nouveaux députés qui lui ont apporté leur soutien.
Le 21 décembre 2010, Toafa et son gouvernement sont renversés par une motion de censure parlementaire, adoptée par huit députés contre sept. Son Ministre de l'Intérieur, Willy Telavi, l'abandonne pour rejoindre l'opposition et permettre à celle-ci de démettre le gouvernement. Les députés protestent ainsi contre certaines des dispositions du budget qui vient d'être voté, craignant notamment que le gouvernement ne finance plus entièrement le traitement de patients hospitalisés à l'étranger. Un nouveau premier ministre devant être choisi, Toafa annonce qu'il ne briguera pas le poste, mais qu'il espère voir investi son vice-Premier ministre et Ministre des Affaires étrangères et de l'Environnment, Enele Sopoaga. Sopoaga est toutefois battu par Telavi, qui est élu premier ministre par huit voix contre sept.
Le gouvernement Telavi perd sa majorité parlementaire en 2013, et le gouverneur général Sir Iakoba Italeli confie au mois d'août à Enele Sopoaga la charge de former un gouvernement. Le nouveau Premier ministre nomme Maatia Toafa au poste de ministre des Finances et du Développement économique. La nouvelle majorité remporte les élections législatives de 2015, et Maatia Toafa devient vice-Premier ministre en plus de conserver le ministère des Finances et du Développement économique. 
Le ministre perd toutefois son siège de député, et donc sa place au gouvernement, aux élections législatives de septembre 2019. Il quitte le Parlement après y avoir siégé sans interruption durant dix-sept ans.